# Проспект Лагутенка
Проспект Лагутенка — одна з вулиць міста Донецька. Розташований між вулицею Університетською та вулицею Малою Набережною.

## Історія
Вулиця названа на честь на честь учасника радянського революційного підпілля в Юзівці Івана Петровича Лагутенка.

## Опис
Проспект Лагутенка знаходиться у Ворошиловському районі. Починається від вулиці Університетської і завершується вулицею Малою Набережною. Простягнувся від заходу на схід. Довжина вулиці становить близько півтора кілометра.